# Josep Ricart i Roca
Josep Ricart i Roca (Sant Feliu de Llobregat, 1867 - Montcada i Reixac, 1936) va ser un advocat, propietari i polític català.
Era fill de Miquel Ricart i Campmany i d'Àngela Roca i Atmetller. El seu pare era propietari amb finques urbanes i rústiques a Sant Feliu i Santa Creu d'Olorda, va ser diputat provincial de Barcelona i l'any 1882 havia estat elegit president per a la Junta Directiva del Casino de Sant Feliu. El 1896 era vicepresident de la Diputació i aquell any havia propugnat amb el president, marquès de Vilanova, i el bisbe Jaume Català d'enviar estrenes de Nadal als soldats espanyols que lluitaven a Cuba i Filipines. Miquel Ricart vivia amb la seva esposa, els seus cinc fills, altres membres de la seva família i dues minyones al carrer de l'església (avui Rectoria), n. 5.
Josep Ricart va ser alcalde de Sant Feliu de Llobregat entre 1906 i 1908. Va presentar la seva dimissió el 3 de juny de 1908 degut a una amenaça que va rebre del governador civil Ángel Ossorio y Gallardo. Més endavant continuà com a regidor, i l'any 1919, sota l'alcaldia de Jaume Albareda, va contribuir al desenvolupament del servei telefònic.
Durant la Primera Guerra Mundial, quan escassejaven els adobs, es dedicà a la fabricació de sulfat de coure, la qual cosa li va costar molts diners. Per aquesta raó, en sessió del 24 de juny de 1916, la Junta directiva de la Cambra agrícola del Baix Llobregat, acordà per unanimitat fer constar en acta que la seva generosa i oportuna decisió mereixia l'agraïment de tots els cultivadors.
Pels seus mèrits li fou concedida la Creu d'Isabel la Catòlica l'any 1915. En l'aspecte cultural, va contribuir al sosteniment de biblioteques públiques a tot Espanya, per la qual cosa el «Patronato social de Buenas Letras», de Madrid, fundà una «Biblioteca Popular circulante» en honor de Josep Ricart.
És considerat per Josep Flavià (pseudònim de Llorenç Sans i Fàbregas) com un home auster, d'un ordre metòdic i escrupolosament organitzat. Vestia sempre de negre i es cobria el cap amb un barret fort. Duia bigoti i barba. Segons Flavià, Josep Ricart, de significació monàrquica, prestigiava la coalició de govern a Sant Feliu de la Lliga i els tradicionalistes al començament de la dècada de 1920 per tractar-se d'una «figura bondadosa i respectable».
L'any 1932 fou nomenat membre de la Junta parroquial pel sosteniment del Culte i Clero amb Joan de Batlle i d'altres.
Quan els revolucionaris van calar foc a l'església de Sant Llorenç després de l'esclat de la Guerra Civil espanyola, va sortir de casa seva amb dues galledes d'aigua amb la intenció de sufocar l'incendi. El van dissuadir, però a les poques setmanes se'l van voler endur. Tomàs Gaspà, que en nom d'ERC presidia el Comitè revolucionari a Sant Feliu, intercedí perquè el deixessin en llibertat i després li recomanà que s'amagués. L'1 d'octubre del 1936 uns milicians se'l van emportar del seu domicili i fou assassinat al cementiri de Montcada. A Sant Feliu hi ha un carrer que duu el nom de Josep Ricart.